# Józef Mycielski (powstaniec listopadowy)
Józef Roman Stanisław Mycielski z Mycielina herbu Dołęga (ur. 9 sierpnia 1801, zm. 10 kwietnia 1885) – hrabia,  kamerjunkier dworu królewskiego Mikołaja I Romanowa w 1830 roku, powstaniec listopadowy, ziemianin, przedsiębiorca, kawaler maltański.

## Życiorys
Józef Mycielski był synem Stanisława (generał i właściciel ziemski) i Anny z Mielżyńskich. Właściciel majątków Spławie i Kobylepole. Uczył się w Poznaniu i w Berlinie w gimnazjum francuskim i na tamtejszym uniwersytecie. Wyjechał do Włoch ze względów zdrowotnych, a później do Warszawy. Pracował w departamencie spraw zagranicznych Królestwa Polskiego, ale wobec nacisków Nowosielcowa zrezygnował po trzech latach. Na wieść o wybuchu powstania listopadowego powrócił do kraju z pobytu za granicą.
Brał udział w powstaniu listopadowym, walczył pod Dębem Wielkim i Grochowem. Został ranny i otrzymał złoty krzyż Virtuti Militari. Władze powstania postanowiły odesłać go do domu. Decyzja ta związana była z tym, że trzej jego bracia zginęli, a czwarty był ciężko chory. Dzięki temu mógł osiąść w majątku Kobylepole (od 1940 r. część miasta). Adiutant w stopniu porucznika w korpusie Tomasza Łubieńskiego. Adam Czartoryski w maju 1831 wysłał Mycielskiego z misją dyplomatyczną do Berlina, ale ze względu na kwarantannę przez granicę się nie przedostał.
Mycielski zajął się po upadku powstania gospodarowaniem w swoich dobrach w Wielkopolsce. W 1872 we wsi Kobylepole założył browar, znany jako Browar Mycielskich, którego był właścicielem aż do śmierci.
Został pochowany na cmentarzu parafii św. Andrzeja Apostoła w Spławiu.
Jego żoną od 1832 była Izabela hr. Brzostowska z Brzostowa (zm. 1882).